# Gibbomeconema odoriko
Gibbomeconema odoriko is een rechtvleugelig insect uit de familie sabelsprinkhanen (Tettigoniidae). De wetenschappelijke naam van deze soort is voor het eerst geldig gepubliceerd in 1999 door Ishikawa.